# Mutná
Mutná (německy Mutten) je vesnice, část obce Cizkrajov v okrese Jindřichův Hradec v Jihočeském kraji, založená na náhorní plošině (473 metrů) na východním výběžku montserratského kopce, leží 1,8 kilometru jihovýchodně od Cizkrajova. V letech 1908–1910 byla obec spojena silnicí Peč – Cizkrajov – Mutná a návazně s krajskou silnicí Slavonice – Staré Hobzí. Přifařena a přiškolena bývala ves do Cizkrajova. Až do odsunu německého obyvatelstva v roce 1945 se jednalo o ves s valnou většinou zde žijících Němců (1910: 255 obyvatel, z toho 250 Němců), po pozemkové reformě o ves s posílenou českou menšinou (1930: 234 obyvatel, z toho 177 Němců). V roce 1964 měla 161 obyvatel. Ves zdobí v jejím centru malá kaple.

## Historie

### Polní tratě
Obere Thayalüß, Untere Thayalüß, Obere Breitlüß, Obere Langlüß, Mittlere Langlüß, Teichfeld, Holzlüß, Mühllüß, Pointeln, Stadtbreiten, Stübelbreiten, Neureith, Schwarzlacken, Tiergarten, Eichberg, Kurze Garteln, Langgarteln, Bergacker, Schulerfeld, Kirchfeld, Kreuzfeld, Montserrat.

### Nejstarší historie
Ves je v historických pramenech poprvé zmíněna v kupní smlouvě vrchního strážmistra Franze svobodného pána ze Schneidau z 3. srpna 1651, poté co získal za 36 000 rýnských zlatých panství Staré Hobzí po zemřelém Jindřichovi / Heinrichovi Zahrádeckém ze Zahrádek (r. 1625). Panství Staré Hobzí tehdy sestávalo ze vsi Staré Hobzí (míněno tzv. Dolní panství, Untergut), Modletice / Mudlau, Mutná / Mutten, Bělčice (nyní Bělčovice) / Wispitz, zpustlých „Schönakwitz” a poplužního dvora Hejnice / Hönitzhof. V roce 1658 přikoupil Franz ze Schneidau ještě svobodný statek Cizkrajov / Sitzgras, kopec a statek Montserrat a v roce 1666 biskupské lenní statky Dešná / Döschen a Županice (nyní Županovice) / Zoppanz.

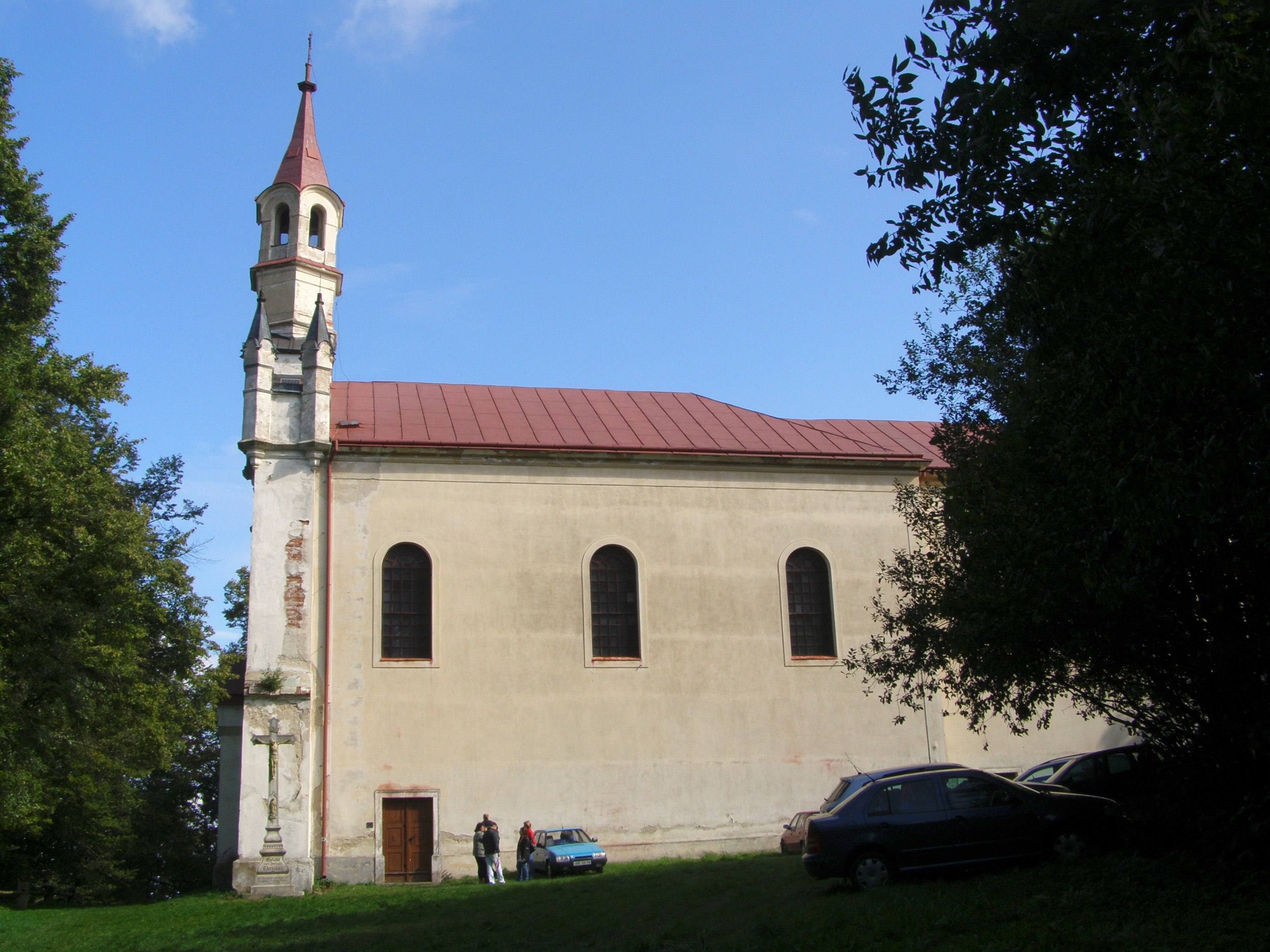
Kostel Panny Marie Bolestné na Montserratě

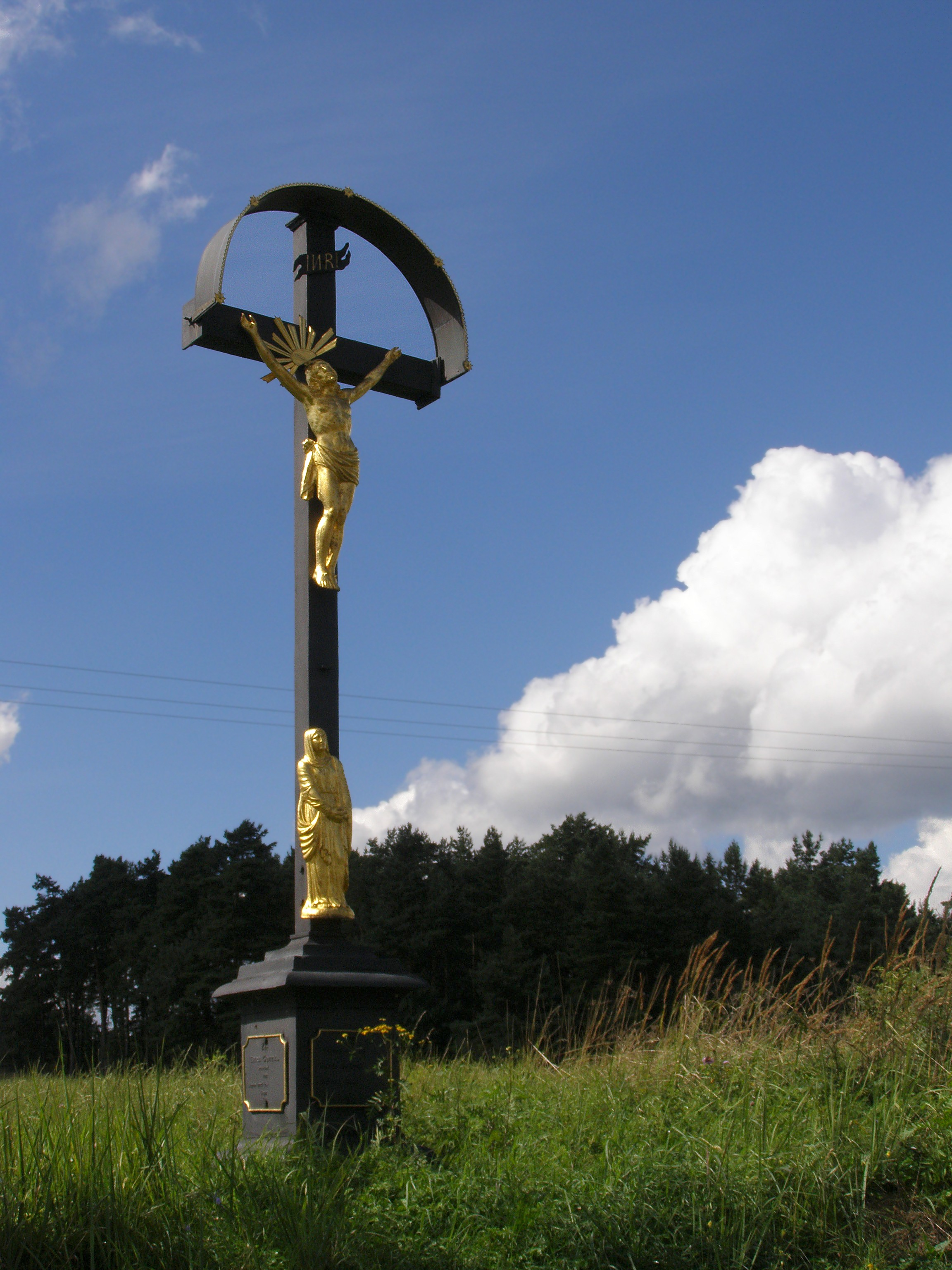
Kříž při cestě do Cizkrajova

Rytíř Bartoloměj Tannazoll-Zill / Ritter Barholomäus Tannazoll-Zill, jihlavský hejtman (latinsky „capitano del circolo de Iglavia”), nechal v roce 1650 postavit na kopci nedaleko vsi kapli Panně Marii Monserratské. V roce 1693 vložil Karel Jakub von Tannazoll polovinu Mutné do desek Johannu Karlovi Salava von Lipa, který ale ves obratem zapsal Gregorovi Ignácovi Košinskému z Košína / Gregor Ignaz Koschinsky von Koschin, rytíři z moravsko-slezského rodu.
Gregor Ignác obdržel od císaře Leopolda I. v roce 1682 moravský inkolát a v roce 1688 zakoupil majetky ve vsi Černčín (Tschertschein) a Nosálovice (Nosalowitz), v roce 1692 dvůr v Bolíkově (Wölking) a v roce 1693 polovinu Mutné. Bratři Cyrill Joseph Anton a Dionys Ignác Koschinsky v. Koschin odprodali roku 1703 svou polovinu Mutné Maxmiliánovi Františkovi hraběti z Deblína a roku 1705 zapsali do desek. Dále obec sledovala dějinné události společně s obcemi na panství Staré Hobzí, později panství Jemnice – Staré Hobzí.
V letech 1850 až 1855 byla Obec Mutná podřízena politické pravomoci Podkrajského úřadu v Dačicích a v soudní správě okresnímu soudu tamtéž. Po vzniku smíšených okresních úřadů s politickou a soudní pravomocí byla v letech 1855 až 1868 podřízena Okresnímu úřadu v Dačicích. Po oddělení soudnictví od veřejné správy roku 1868 se obec vrátila pod politickou pravomoc Okresního hejtmanství v Dačicích. Od roku 1911 náležela pod soudní okres Slavonice a to až do roku 1938. V Mutné žilo převážně německé obyvatelstvo. V roce 1651 se ve vsi Mutné nacházelo 10 usedlých sedláků a 2 zpustlá stavení. Kolem roku 1830 měla ves 49 stavení s 284 obyvateli římsko-katolického vyznání a jeden panský statek, v roce 1843 žilo v Mutné 302 obyvatel a v roce 1910 v 54 domech 255 obyvatel, z toho pouze 5 Čechů.

### Československo
Počet českého obyvatelstva v obci stoupl teprve po vzniku Československa a následkem konfiskace rozsáhlých pozemků, lesních revírů a hospodářských dvorů markraběte Alexandra Pallavicini. V roce 1930 se ve vsi nacházelo v 53 staveních 234 obyvatel, z toho 57 Čechů. Zbytkový statek se 70 ha, zřízený z hospodářského dvora při velkostatku Jemnice – Staré Hobzí, byl v roce 1924 přidělen Jaroslavu Louckému. Národní jednota pro jihozápadní Moravu zřídila českou menšinovou školu v Cizkrajově, kam docházely děti z Bolíkova, Mutné, Mutišova a Holešic. V letech 1927–1939 také mateřskou školu v Cizkrajově.
„Povoláním jsou naši lidé dělníci ve dvoře, jenž na podzim 1924 přesel z rukou jemnického Pallaviciniho (ten jej vždy pronajímal židovsko-německému pachtýři H. Singrovi ze St. Hobzí) do majetku p. Jar. Louckého, dále cihláři, zaměstnaní v kruhové cihelně, jež patří Němci z Cizkrajova. Pozemková reforma přispěla značnou měrou k zesílení české menšiny v Mutné”.
Jihomoravští hraničáři, Bolíkov, Cizkrajov, obce Holešice, Mutná, Mutišov, Vlastkovec

### Říšská župa Dolní Podunají
Po odstoupení německého pohraničí spadala Mutná pod říšskou župu Dolní Podunají, okres Waidhofen an der Thaya (okresní velení NSDAP: Wilhelm Hanisch). Soud se nacházel ve Slavonicích, kde sídlil i NS-letecký útočný oddíl 10/114 (Ostmark, Gruppe 17, Niederdonau-Nord, Standarte 114 Znaim). Pošta a matrika se nacházela v Cizkrajově. Úřední kalendář z roku 1942 uvádí na obecním katastru o rozloze 9,91 km² 57 domů, 236 obyvatel, z toho 117 mužů. Místní skupiny 23. okresu NSDAP se nacházely v obcích: Staré Hobzí, Český Rudolec, Dešná, Lidéřovice, Písečné, Slavonice.

### Československá socialistická republika
Po vyhnání německého obyvatelstva (1945-46) byla obec dosídlena českým obyvatelstvem. Jednotné zemědělské družstvo bylo založeno v roce 1951 a v roce 1961 sloučeno s JZD Cizkrajov. Při sčítání obyvatelstva v roce 1961 žilo v obci 167 obyvatel české národnosti. Po zrušení základní školy v Cizkrajově (1919 - 1969) dojížděly děti do Slavonic nebo do Dačic. V letech 1945–1951 využívali novoosídlenci Lidovou školu zemědělskou v Cizkrajově. Od roku 1945 patřila pod Okresní národní výbor v Dačicích a v jeho rámci od roku 1948 pod nově vzniklý Jihlavský kraj. Toto začlenění trvalo až do poloviny roku 1960, kdy po územní reorganizaci byla Mutná s moravským Slavonickem začleněna pod správní okres Jindřichův Hradec a Jihočeský kraj, což trvalo až do zrušení Okresního úřadu v Jindřichově Hradci koncem roku 2002.

#### Akce kulak
V roce 1932 zakoupil zbytkový statek po Jaroslavu Louckém člen agrární strany Otakar Kusl, který pocházel ze starého rodu sedláků a mlynářů. Po odstoupení pohraničí v roce 1938 až do odsunu Němců byli Kuslovi jedni z mála Čechů v Mutné. Po únorovém komunistickém puči v roce 1948 odmítal Otakar Kusl v rámci kolektivizace vstoupit do Jednotného zemědělského družstva a v roce 1952 byl ve vykonstruovaném procesu odsouzen za sabotáž k šesti letům vězení a následnému propadnutí veškerého majetku.

## Přírodní poměry
V jihovýchodní části katastrálního území leží přírodní rezervace Mutenská obora. Podél východní hranice území teče řeka Moravská Dyje, jejíž niva zde je chráněna jako přírodní památka Moravská Dyje.

## Obyvatelstvo
| Rok            | 1869 | 1880 | 1890 | 1900 | 1910 | 1921 | 1930 | 1950 | 1961 | 1970 | 1980 | 1991 | 2001 | 2011 | 2021 |
| -------------- | ---- | ---- | ---- | ---- | ---- | ---- | ---- | ---- | ---- | ---- | ---- | ---- | ---- | ---- | ---- |
| Počet obyvatel | 263  | 231  | 256  | 281  | 255  | 226  | 234  | 157  | 167  | 128  | 104  | 93   | 91   | 86   | 65   |
| Počet domů     | 56   | 51   | 52   | 53   | 54   | 50   | 53   | 50   | 40   | 34   | 31   | 39   | 41   | 42   | 42   |

## Obecní správa
Při sčítání lidu v letech 1850–1963 Mutná byla samostatnou obcí v okrese Dačice. Od roku 1964 je částí obce Cizkrajov v okrese Jindřichův Hradec.

## Pamětihodnosti
- poutní kostel Panny Marie Bolestné